# La Piscine
La Piscine is een Franse film uit 1969 van Jacques Deray.

## Verhaal
Jean-Paul, een mislukt romancier en nu reclame-copywriter, en Marianne zijn dolverliefd. Ze genieten van een zonnige vakantie net buiten Saint-Tropez in de luxueuze villa-annex-zwembad van een vriend. Harry, een ex-minnaar van Marianne, is toevallig op doorreis in de streek en komt hen bezoeken. Hij is in het gezelschap van zijn achttienjarige, ravissante dochter Pénélope.
Algauw slaat de broeierige, sensuele sfeer om: gevoelens  van Jean-Paul voor Pénélope, gevoelens van Marianne voor Harry. Rivaliteit en afgunst tussen Jean-Paul en Harry. Op een nacht verdrinkt Jean-Paul de stomdronken Harry in het zwembad. Hij laat het overkomen als een ongeval. Een politie-inspecteur ruikt onraad, maar kan zijn verdenkingen niet hard maken.

## Rolverdeling
| Acteur         | Personage          |
| -------------- | ------------------ |
| Alain Delon    | Jean-Paul          |
| Romy Schneider | Marianne           |
| Maurice Ronet  | Harry              |
| Jane Birkin    | Pénélope           |
| Paul Crauchet  | inspecteur Lévêque |

## Trivia
Delon en Schneider waren in de jaren voor de film in het ware leven een koppel. Delon zélf stelde Romy Schneider voor de rol voor bij Jacques Deray. Toen hij haar op het vliegveld van Nice kwam ophalen, werden de twee bestormd door de pers.